# Spanischer Fingerhut
Der Spanische Fingerhut (Digitalis obscura), auch Dunkler Fingerhut genannt, ist eine Pflanzenart aus der Gattung der Fingerhüte (Digitalis) in der Familie der Wegerichgewächse (Plantaginaceae). Die Pflanze ist in östlichen und südöstlichen Bergregionen Spaniens und im marokkanischen Rifgebirge heimisch. Sie ist in allen Pflanzenteilen giftig und wird selten als Zierpflanze genutzt.

## Beschreibung

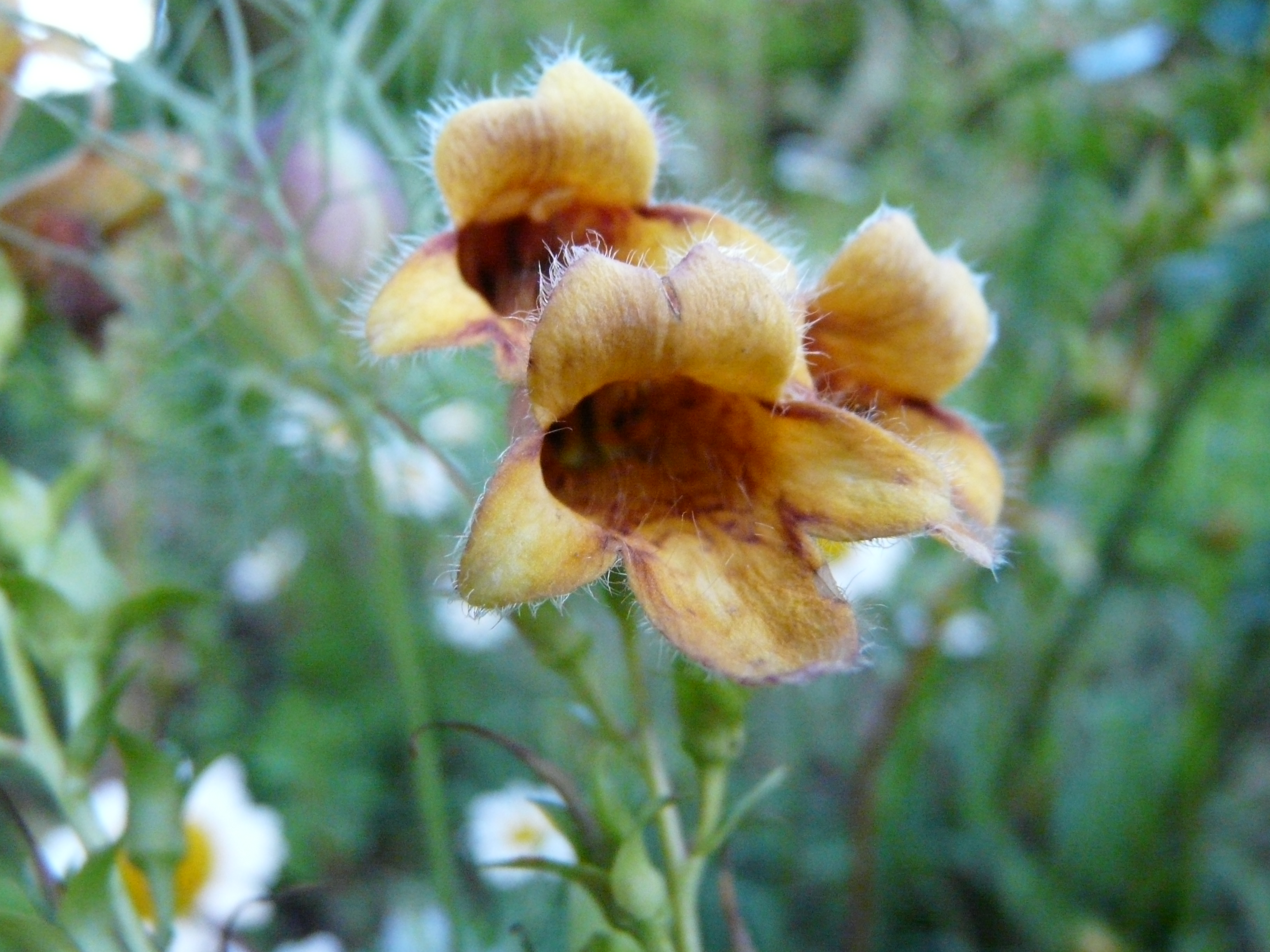
Vorderansicht einzelner Blüten

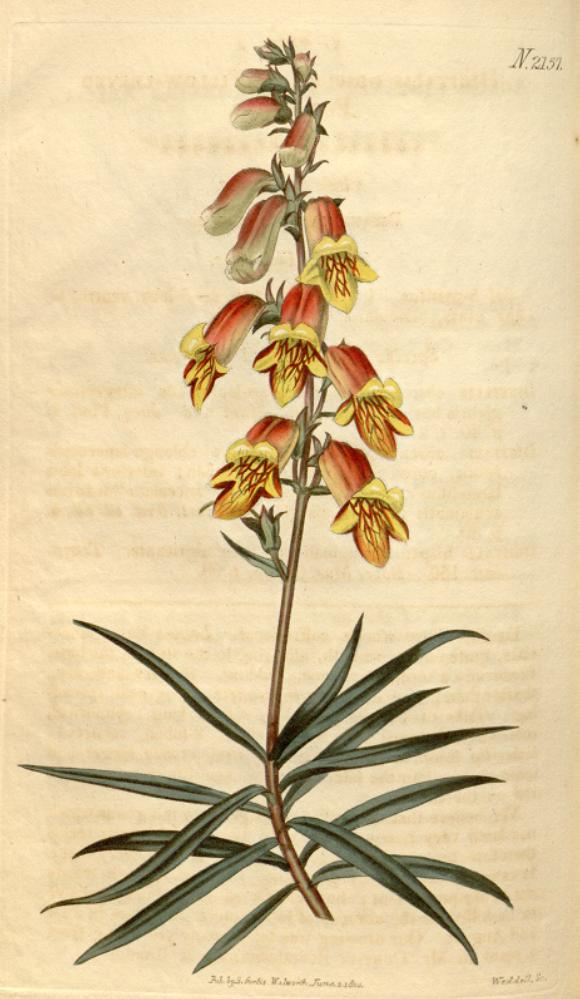
Digitalis obscura, Illustration von John Sims, 1820

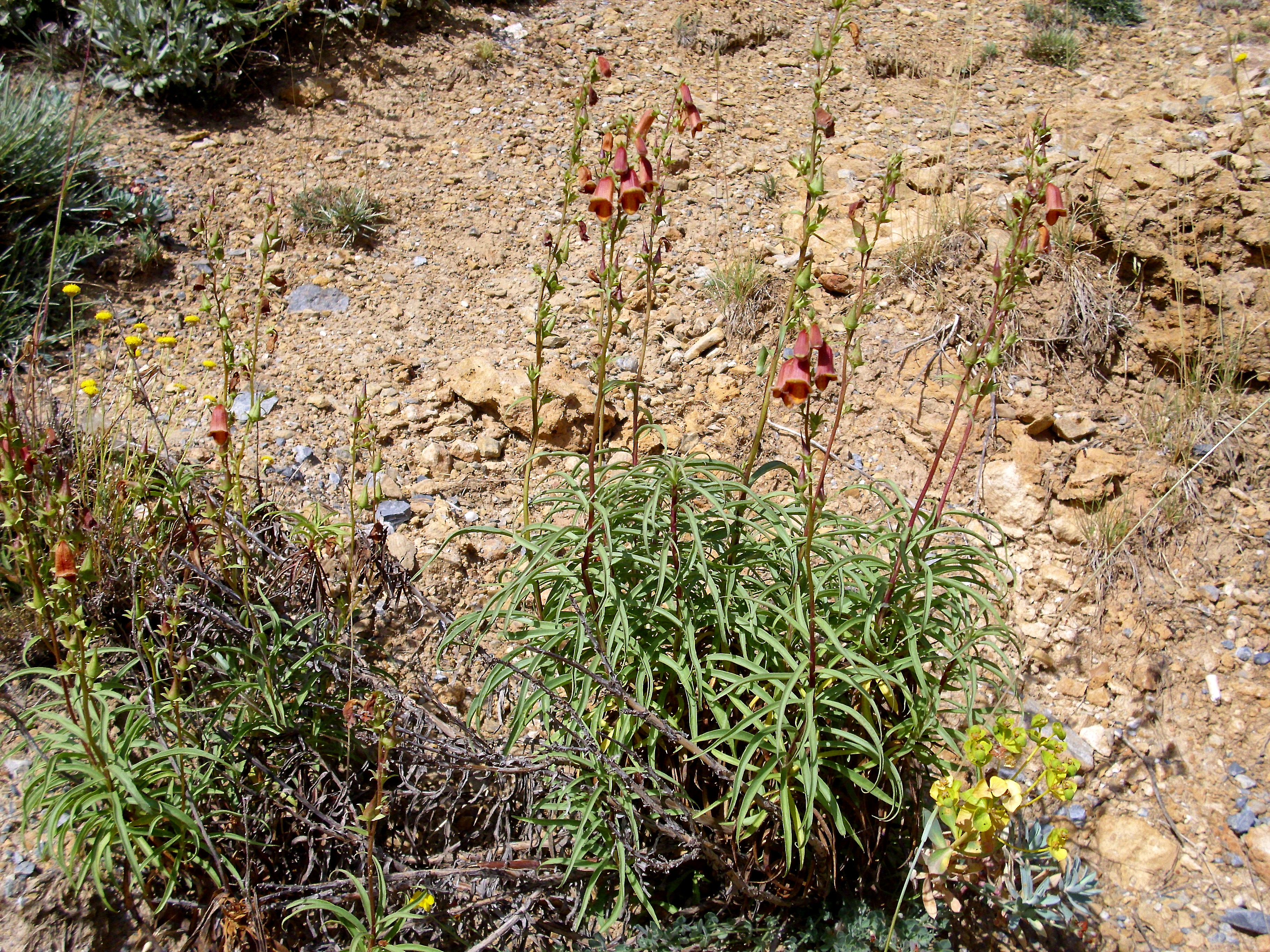
Standort in der Sierra Nevada

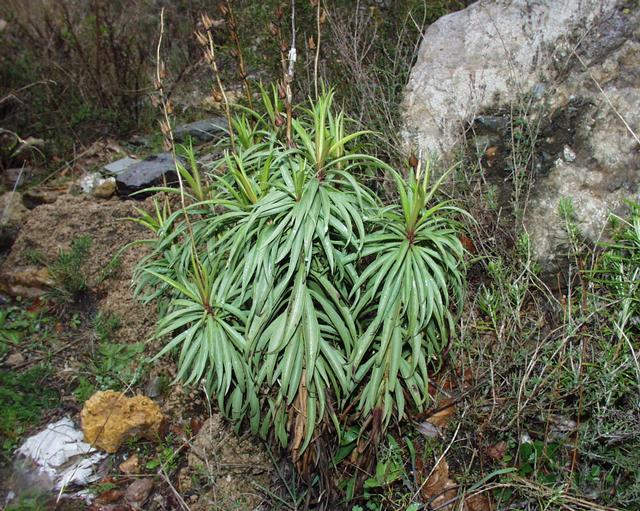
Halbstrauch nach der Blüte

### Erscheinungsbild und Blatt
Der Spanische Fingerhut ist ein immergrüner Halbstrauch, der Wuchshöhen von 30 bis 60 Zentimeter, selten 120 Zentimeter erreicht. Die rötlichbraunen Stängel sind niederliegend bis aufsteigend, unverzweigt oder etwas verzweigt, im unteren Teil verholzend mit rissiger Rinde und nur im oberen Teil beblättert. Die dunkelgrünen, einfachen, ledrigen, glänzenden Laubblätter sind linealisch bis lanzettlich, 6 bis 15 Zentimeter lang und 0,4 bis 2,2 Zentimeter breit, ganzrandig oder schwach gezähnt. Die Blätter sind an jungen Trieben dicht angeordnet, meist nach unten gebogen und sehr spitz. Die unteren, älteren Blätter sind zurückgebogen und rötlich bis braun gefärbt. Bis auf die Blüten sind alle oberen Pflanzenteile kahl.

### Blütenstand und Blüte
Der endständige, 9 bis 22 Zentimeter lange, einseitswendige traubige Blütenstand ist mit sieben bis zweiundzwanzig (selten auch bis vierzig) gestielten, zwittrigen, zygomorphen Blüten locker besetzt. Die lanzettlichen Tragblätter sind 6 bis 17 Millimeter lang und 2 bis 2,5 Millimeter breit. Die eiförmigen bis elliptischen oder elliptischen bis lanzettlichen Kelchblätter sind 5,5 bis 12 Millimeter lang und 2 bis 3,5 Millimeter breit, spitz oder spitz zulaufend, gekerbt, kahl oder am Rande etwas drüsig behaart. Die zweilippige, 21 bis 31 Millimeter lange, braunrote bis orangegelbe (selten weiße) Blütenkrone ist glockenförmig und außen drüsig behaart. Die Kronröhre ist 15 bis 20 Millimeter lang und 8 bis 13 Millimeter breit und innen dunkler rotbraun gefleckt. Der Fruchtknoten ist drüsig behaart. Die obere Kronlippe ist zweilappig oder ganz. Die untere Kronlippe besitzt gut entwickelte, dreieckige, stumpfe oder rundspitzige Seitenlappen und einen 6 bis 11 Millimeter langen mittleren Kronlappen. Die Kronlappen sind innen in der Mitte gelborange, zum Rand und zur Kronröhre hin rotbraun gefleckt. Die äußeren Ränder sind mit bis zu 1,5 Millimeter langen, weißen Haaren besetzt. Die Blütezeit erstreckt sich an den natürlichen Standorten von April bis Juli, in mitteleuropäischen Gärten von Juni bis September. Die Nektar führenden Blüten werden von Bienen bestäubt, gelegentlich aber auch von Vögeln besucht.

### Frucht und Samen
Nach der Befruchtung entwickelt sich der Fruchtknoten zu einer ei- bis kegelförmigen, sehr spitzen, drüsig behaarten Kapselfrucht, die 13 bis 21 Millimeter lang und 6 bis 9 Millimeter breit ist und somit den Kelch deutlich überragt. Sie enthält viele 1,3 bis 1,5 Millimeter lange und 0,5 bis 0,7 Millimeter breite, leicht nierenförmige, gelbliche Samen, die verbreitet werden, wenn der Fruchtstand durch den Wind oder ein herumstreifendes Tier bewegt wird (Stoßausbreitung).

### Chromosomensatz
Die Chromosomenzahl beträgt 2n = 28.

## Vorkommen
Das natürliche Verbreitungsgebiet des Spanischen Fingerhuts sind östliche und südöstliche Bergregionen der Iberischen Halbinsel bis zur Sierra Nevada und das Rifgebirge im Nordwesten Marokkos. Die Pflanze besiedelt dort trockenes Buschland, steinige Hänge, Felsfluren und Felsspalten auf Kalkstein in Höhenlagen von 500 bis 1.500 Meter, selten bis 1.900 Meter.

## Taxonomie
Die Erstveröffentlichung von Digitalis obscura erfolgte 1763 durch Carl von Linné in Species Plantarum, Ausgabe 2, Band 2, S. 867 f. Der artspezifische Namensteil obscura bedeutet „dunkel, finster“ und spielt hier auf den dunkel gefärbten Schlund der Kronröhre an.
Es lassen sich zwei Unterarten unterscheiden:
- Digitalis obscura subsp. obscura: Sie kommt im östlichen und südöstlichen Spanien vor und hat ganzrandige oder schwach gezähnte Blätter sowie Blütenkronen mit zweilappigen oberen Kronlippen.
- Digitalis obscura subsp. laciniata (Lindl.) Maire: Sie kommt in der spanischen Sierra Nevada und im marokkanischen Rifgebirge vor und hat tief gesägte Spreitenränder sowie Blütenkronen mit ganzen oberen Kronlippen.

Digitalis obscura gilt als eine sehr ursprüngliche Art innerhalb der Gattung Digitalis und wird derzeit in eine eigene Sektion (Frutescentes) gestellt. Phylogenetische Untersuchungen legen nahe, dass der Spanische Fingerhut und die Kanarischen Fingerhüte der Gattung Isoplexis einen gemeinsamen Ursprung haben und in eine gemeinsame Sektion innerhalb der Gattung Digitalis eingruppiert werden könnten. Dafür sprechen auch ähnliche Blütenmerkmale sowie die Beobachtung, dass die Blüten des Spanischen Fingerhuts gelegentlich von Vögeln besucht werden, ähnlich den ornithophilen Blüten der Kanarischen Fingerhüte.

## Nutzung
Der Spanische Fingerhut wird selten als Zierpflanze genutzt. Er eignet sich beispielsweise für mediterrane Gärten, Steingärten und steppenartige Pflanzungen. Der Fingerhut gedeiht in sonnigen Lagen in gut durchlässigen, steinigen und kalkhaltigen Böden, die insbesondere im Winter vor Nässe geschützt sind. Er ist bei trockenem Stand winterhart bis −10 °C (Zone 8b).
Der Spanische Fingerhut ist giftig und enthält medizinisch wirksame Herzglykoside. Das pharmakologische Hauptinteresse an der Gattung Digitalis richtet sich jedoch auf zwei andere Fingerhutarten, den Roten Fingerhut und den Wolligen Fingerhut, die einen höheren Wirkstoffgehalt besitzen und auch traditionell als Heilpflanzen verwendet wurden.